# SummerSlam (2005)
SummerSlam 2005 fue la decimoctava edición de SummerSlam, un evento pago por visión de lucha libre profesional producido por la World Wrestling Entertainment (WWE). Tuvo lugar el 21 de agosto de 2005 desde el MCI Center en Washington D. C.. El tema oficial fue "Remedy" de Seether.

## Resultados

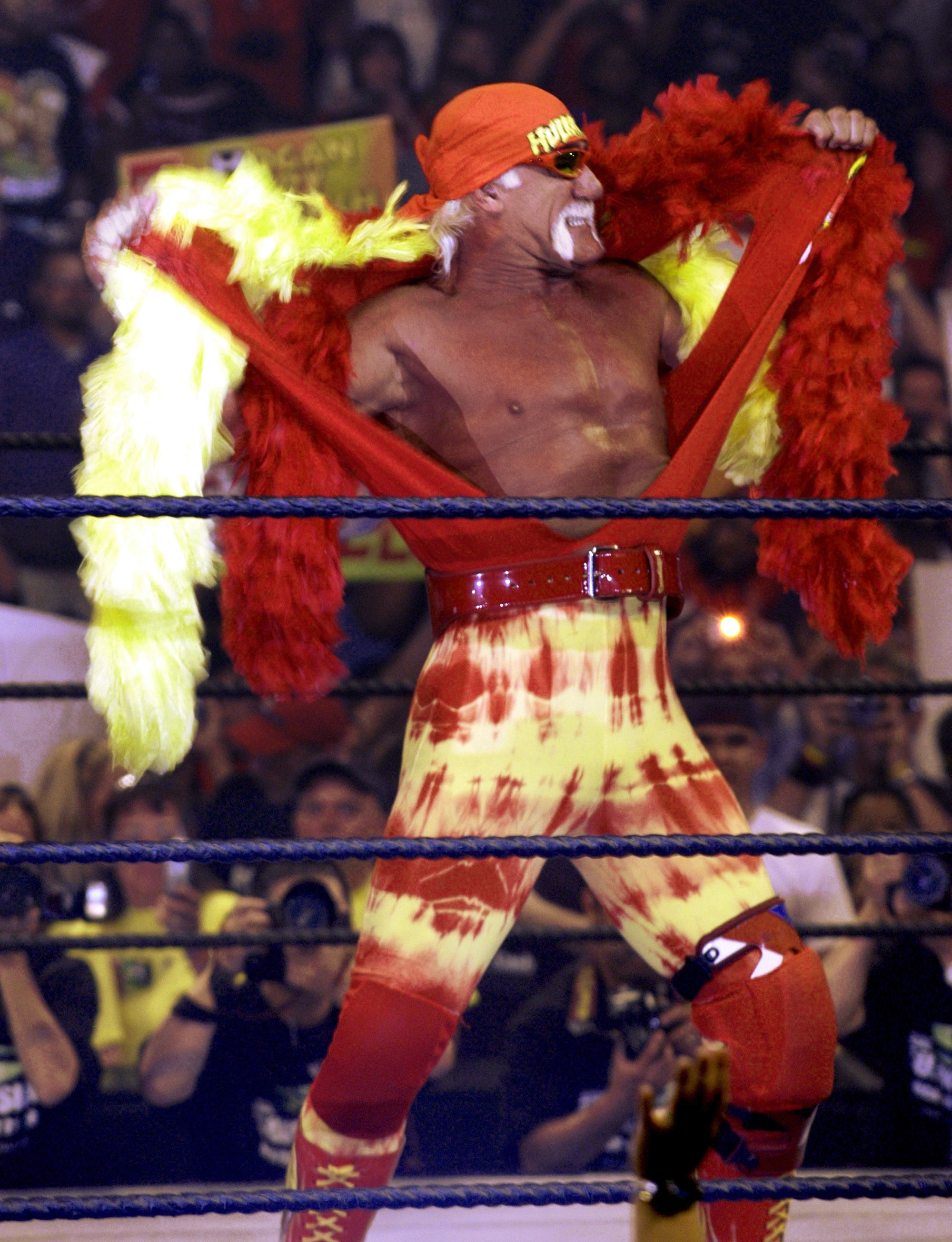
"Hollywood" Hulk Hogan haciendo su entrada en SummerSlam 2005.

- Sunday Night HEAT match: Chris Masters derrotó a The Hurricane (w/Rosey and Super Stacy) (1:59)
  - Masters forzó a Hurricane a rendirse con un "Master Lock".
- Chris Benoit derrotó a Orlando Jordan ganando el Campeonato de los Estados Unidos (0:25)
  - Benoit forzó a Jordan a rendirse con la "Crippler Crossface".
- Edge (w/Lita) derrotó a Matt Hardy (4:48)
  - El árbitro paró el combate después de que Hardy comenzó a sangrar demasiado.
  - El maletín Money in the Bank de Edge no estuvo en juego.
- Rey Mysterio derrotó a Eddie Guerrero en una Ladder Match reteniendo la Custodia de Dominik (20:18)
  - Mysterio ganó tras descolgar el maletín.
  - Durante la lucha, Vickie Guerrero y Dominik interfirieron a favor de Mysterio.
  - Luego de la lucha, Mysterio celebró con su familia para posteriormente golpear a Eddie con el maletín.
- Kurt Angle derrotó a Eugene (w/Christy Hemme) en un No Time Limit match ganando el control de su Medalla Olímpica (4:34)
  - Angle forzó a Eugene a rendirse con el "Angle Lock".
  - Tras la lucha Angle se subio a una silla para recibir su medalla en el cuello.
- Randy Orton (con Bob Orton Jr.) derrotó a The Undertaker (17:17)
  - Orton cubrió a Undertaker después de un "RKO".
  - Durante la lucha, Bob se disfrazó de un aficionado que entró al ring distrayendo tanto al árbitro, como al Undertaker, permitiendo la reacción de Orton.
- John Cena derrotó a Chris Jericho reteniendo el Campeonato de la WWE (14:49)
  - Cena cubrió a Jericho después de un "FU".
- Batista derrotó a John "Bradshaw" Layfield en un No Holds Barred match reteniendo el Campeonato Mundial Peso Pesado (9:06)
  - Batista cubrió a JBL después de un "Batista Bomb" en la escalera metálica.
- Hulk Hogan derrotó a Shawn Michaels (21:26)
  - Hogan cubrió Michaels después de un "Leg Drop".
  - Después de la lucha, Michaels y Hogan se dieron la mano en señal de respeto.
  - Durante la lucha Michaels exagero comicamente los ataques de Hogan.

## Otros roles

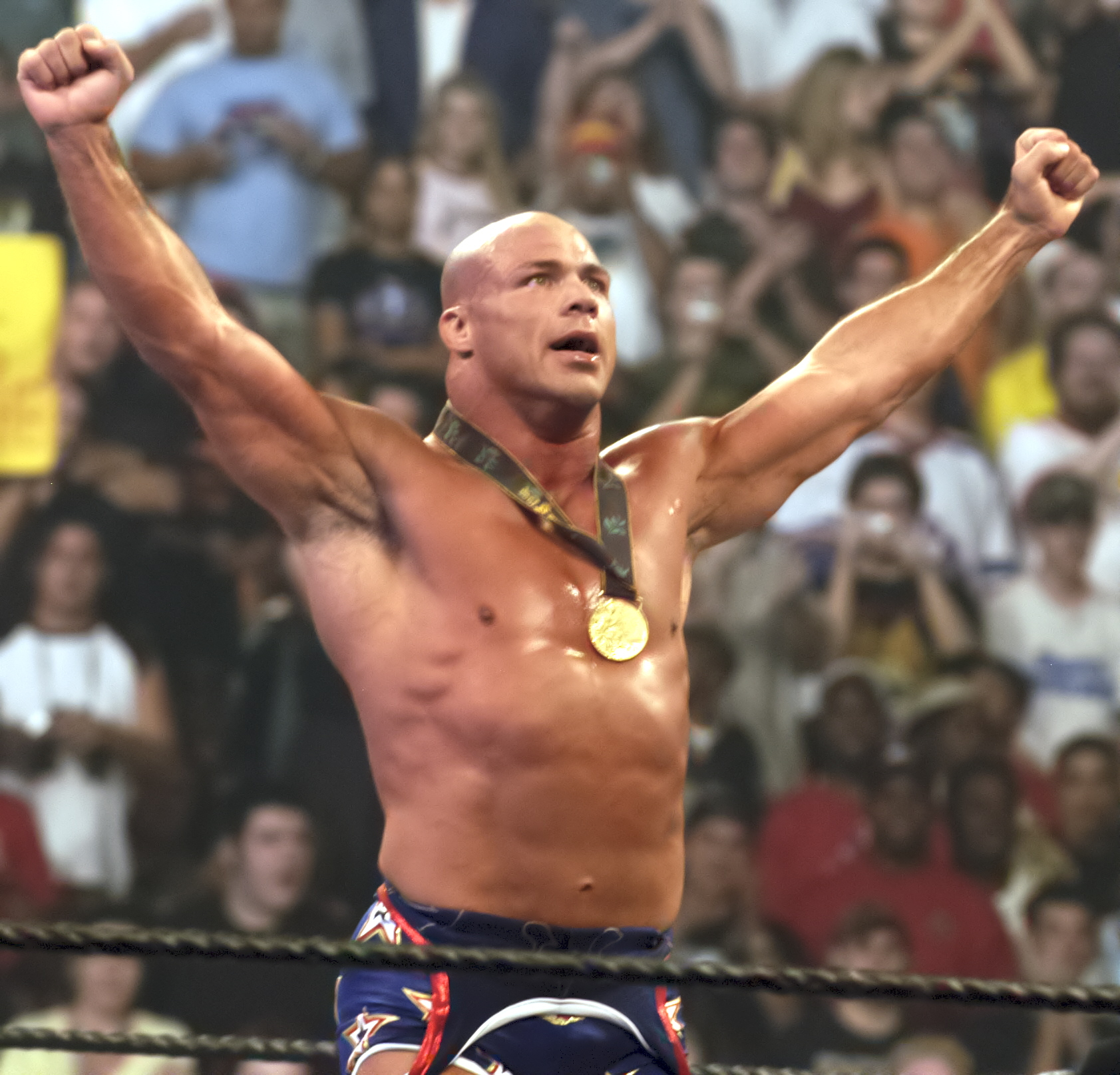
Kurt Angle, quien se enfrentó a Eugene.

| Comentaristas de RAW y Heat - Jonathan Coachman - Todd Grisham - Jim Ross - Jerry "The King" Lawler Comentaristas de SmackDown! - Michael Cole - Tazz General Mánager - Eric Bischoff - RAW - Theodore Long - SmackDown! Comentaristas en Español - Carlos Cabrera - Hugo Savinovich | Anunciadores - Lilian García - Tony Chimel Árbitros de RAW - Mike Chioda - Jack Doan - Chad Patton Árbitros de SmackDown! - Nick Patrick - Jim Korderas - Charles Robinson - Brian Hebner |  |